# Ernestia
Ernestia is een vliegengeslacht uit de familie van de sluipvliegen (Tachinidae).

## Soorten
- E. argentifera (Meigen, 1824)
- E. laevigata (Meigen, 1838)
- E. puparum (Fabricius, 1794)
- E. rudis (Fallén, 1810)
- E. vagans (Meigen, 1824)